# Franz Niebuhr
Franz Niebuhr (* 27. August 1906 in Schwerin; † 17. Mai 1982 ebenda) war ein deutscher Landschaftsmaler.

## Leben
Franz Niebuhr war, nachdem er 1941 nach einer Kriegsverletzung wieder in seiner Heimatstadt war, als Arbeiter und dann als Bote beim Rat der Stadt Schwerin tätig. Er begann als Autodidakt und zunächst als Freizeitbeschäftigung, nach der täglichen Arbeit zu malen. Anfangs entstanden Aquarelle und Zeichnungen, unter Anleitung des Schweriner Malers Carl Hinrichs entwickelte er sich zum Maler meist kleinformatiger Landschaften in Öl und Tempera. Seine bevorzugten Themen waren Schweriner Stadtansichten und Motive von der Ostseeküste bei Wismar und der Insel Poel.  1971 wurde ihm vom Minister für Kultur der DDR Klaus Gysi als „Einzelschaffender im bildnerischen Volksschaffen“ der Preis für künstlerisches Volksschaffen Erster Klasse verliehen. Das Kunstarchiv Beeskow bewahrt fünf seiner Werke.

„Bildgegenstand seiner farbig kostbaren Arbeiten sind immer wieder die landschaftstypischen Fischer- und Bauernkaten Mecklenburgs, die atmosphärischen und farbigen Eigenarten der norddeutschen Dorflandschaft, das Meer und dessen Küste. Dabei bevorzugt Niebuhr auf seiner Palette gebrochene Töne.“

## Werke (Auswahl)
- 1962: Schweriner Altstadt, Schweriner Leninplatz, Winter in Mecklenburg und
- 1967: Fischer am Strand, Am Strand in den Kunstausstellungen in Dresden
- 1976: Schlachtermarkt (1962), Burgstraße (1964), Wochenmarkt in Schwerin (1965), Durchgang zum Domhof (1969), Straße in Schwerin (1971), Landweg mit Weiden (1972) im Staatlichen Museum Schwerin

## Ausstellungen
- 1962: Fünfte Deutsche Kunstausstellung. Dresden, Albertinum und Johanneum
- 1967: VI. Deutsche Kunstausstellung Dresden 1967. Dresden, Albertinum
- 1968: Franz Niebuhr. Gemälde. Schwerin, Staatlichen Museum
- 1976: Franz Niebuhr zum 70. Geburtstag. Schwerin, Staatliches Museum